# Katerini
Katerini (gr. Κατερίνη) – miasto w Grecji, w administracji zdecentralizowanej Macedonia-Tracja, w regionie Macedonia Środkowa, w jednostce regionalnej Pieria. Siedziba gminy Katerini. W 2011 roku liczyło 55 997 mieszkańców. Położone między Masywem Olimpu a Morzem Egejskim. W pobliżu Katerini znajdują się znane kurorty, jak Leptokaria czy Paralia Katerinis, a także stanowiska archeologiczne (Dion) i poweneckie twierdze (Platamonas).

## Miasta partnerskie
- Čačak, Serbia
- Moosburg an der Isar, Austria
- Maintal, Niemcy
- Surgut, Rosja